# Jakub Buuzaabalyawo
Jakub Buuzaabaylawo (ur. 1857, zm. 3 czerwca 1886 w Namugongo) – męczennik chrześcijański, święty Kościoła katolickiego, jeden z grupy Męczenników z Ugandy, zamordowanych przez króla Mwangę II.
Pod wpływem nauk misjonarzy przyjął chrzest 15 listopada 1885 roku. Na chrzcie otrzymał imię Jakub. 3 czerwca 1886 został zamordowany przez spalenie na stosie razem z Karolem Lwangą i innymi jego towarzyszami. 6 czerwca 1920 papież Benedykt XV beatyfikował go. 18 października 1964 roku Paweł VI dokonał kanonizacji jego oraz innych Męczenników z Ugandy, m.in. Karola Lwangę.